# حسین شهیدی
حسین شهیدی استاد علوم ارتباطات، پژوهشگر رسانه‌ها و نویسنده ایرانی بود.

## ابتدای زندگی
وی در ۳۱ فروردین ۱۳۳۲ متولد شد. پدر او سید جعفر شهیدی استاد زبان فارسی، مترجم نهج البلاغه و رئیس سابق مؤسسه لغت‌نامه دهخدا بود.

## تحصیلات
حسین شهیدی پس از دریافت دیپلم، در دانشگاه صنعتی آریامهر (شریف) وارد رشته مهندسی شد و سپس با دریافت بورسیه از دانشگاه آمریکایی بیروت، در رشته مهندسی برق از این دانشگاه فارغ‌التحصیل شد.
او سپس از دانشگاه لندن در رشته اقتصاد فوق لیسانس گرفت و دکترای خود در رشته روزنامه‌نگاری را از کالج سنت آنتونی دانشگاه آکسفورد دریافت کرد.

## فعالیت‌ها
حسین شهیدی نویسنده کتاب «روزنامه نگاری در ایران: از رسالت تا حرفه» بود و همچنین به مدت هجده سال با سرویس جهانی بی‌بی‌سی در بخش‌های فارسی، عربی، اتاق خبر انگلیسی و آموزش روزنامه‌نگاری همکاری داشت و از استادان تعداد زیادی از خبرنگاران بی‌بی‌سی به‌شمار می‌رفت. همچنین مدتی در یونیفم، سازمان حمایت از زنان سازمان ملل در افغانستان، برای تربیت خبرنگاران زن افغانستان فعالیت کرد. تدریس در دانشگاه آمریکایی بیروت و نیز دانشگاه اردن از دیگر فعالیت‌های دانشگاهی او بود. حسن شهیدی همچنین در نگارش مدخل «بی بی سی فارسی» در دانشنامه ایرانیکا همکاری داشت.
آخرین اثر وی ترجمه کتاب ایرانیان نوشته همایون کاتوزیان به زبان فارسی بود.

## زندگی خصوصی
وی دو فرزند به نام‌های فرهاد و فرهنگ دارد.

## درگذشت
حسین شهیدی در پی ابتلا به بیماری قلبی، در صبح روز پنجشنبه ۲۱ فروردین ۱۳۹۳ (۱۰ آوریل) در سن ۶۰ سالگی در لندن درگذشت.